# Giorgio Messori
Pour les articles homonymes, voir Messori.
Giorgio Messori (né en 1955 à Castellarano, dans la province de Reggio d'Émilie et mort le 12 juin 2006) est un écrivain italien contemporain.

## Biographie
Auteur de récits parus dans de nombreux livres collectifs et des revues (« Semplice », « Riga » et dans l'anthologie « Narratori delle Riserve »), Giorgio Messori a aussi traduit Peter Bichsel. Il a publié aux éditions Diabasis (it), Nella Città del Pane e dei Postini (Prix Sandro Onofri, 2005, Premio Nazionale di Narrativa, Bergame 2006, finaliste au Prix Viareggio de la première œuvre en 2005), qui est aussi son chef-d'œuvre. Ouvrage inclassable, à la fois récit de voyage en Ouzbékistan, journal intime, et long exercice d'introspection, on pourrait le rapprocher du Pays invisible de Stephan Wackwitz (Laurence Teper, Paris, 2007). Un extrait en a été publié dans la revue Europe, traduit et présenté par Olivier Favier  (87e année, n° 959, mars 2009).
Sa collaboration avec le photographe Luigi Ghirri l'a amené à écrire dans le livre Atelier Morandi (Palomar 1992),
et dans Il senso delle cose Luigi Ghirri Giorgio Morandi (Diabasis 2005).
La maison d'édition Diabasis (it) a publié deux livres posthumes en 2007, Viaggio in un paesaggio terrestre, en collaboration avec le photographe Vittore Fossati et en 2008 Storie invisibili e altri racconti, anthologie de nouvelles, dont certaines inédites.

## Œuvres
- L'ultimo buco nell'acqua: racconti brevi (avec Beppe Sebaste), Aelia Laelia, Reggio d'Émilie, 1983,
- Miniature e paesaggi, texte in Luigi Ghirri, Paesaggio italiano, Electa, Milan, p.  60.
- Il pianeta sul tavolo, texte in Luigi Ghirri, Atelier Morandi, Palomar, Bari, 1992, p.  9-31  (ISBN 8887467765)
- Nota del traduttore (p.  111-114) et trad. de Peter Bichsel, Il lettore, il narrare, préface de Goffredo Fofi, Marcos y Marcos, Milan, 1992.  (ISBN 8871680014)
- Forse l’esilio comincia nei sogni a occhi aperti, in Gianni Celati, Narratori delle riserve, Feltrinelli, Milan, 1992, p.  178-184.
- Dispiaceri in casa, in « Riga » n° 6, 1994, p.  13-14.
- Un salto fuori, in « Il semplice », n° 5, Feltrinelli,  Milan, 1997, p.  125-133.
- Comunità del bar 2000, in « Il semplice », n° 6, Feltrinelli, Milan, 1997, p.  109-112.
- Traduction de Peter Bichsel, Storie per bambini (avec Chiara Allegra et Rolando Schramm), Marcos y Marcos, Milan, 2002.  (ISBN 8871682831)
- Intervention in Il senso delle cose: Luigi Ghirri, Giorgio Morandi, de Paola Borgonzoni Ghirri, avec la participation de Ghirri, Messori et Carlo Zucchini, Diabasis, Reggio d'Émilie, 2005.  (ISBN 8881034050)
- Viaggio in un paesaggio terrestre (avec Vittore Fossati), Diabasis, Reggio d'Émilie, 2007.  (ISBN 9788881034574)
- Nella città del pane e dei postini, Reggio Emilia: Diabasis, 2007.  (ISBN 8881032325)
- Gino Ruozzi, Storie invisibili e altri racconti, Diabasis, Reggio d'Émilie, 2008.  (ISBN 9788881035281)